# Memecylon lawsonii
Memecylon lawsonii là một loài thực vật thuộc họ Melastomataceae. Đây là loài đặc hữu của Ấn Độ.